# Františka Hladíková
Františka Hladíková (rodným jménem Macků, 19. ledna 1925 Kaptol – po roce 2008 ?) byla zdravotnicí a partyzánkou v období druhé světové války.

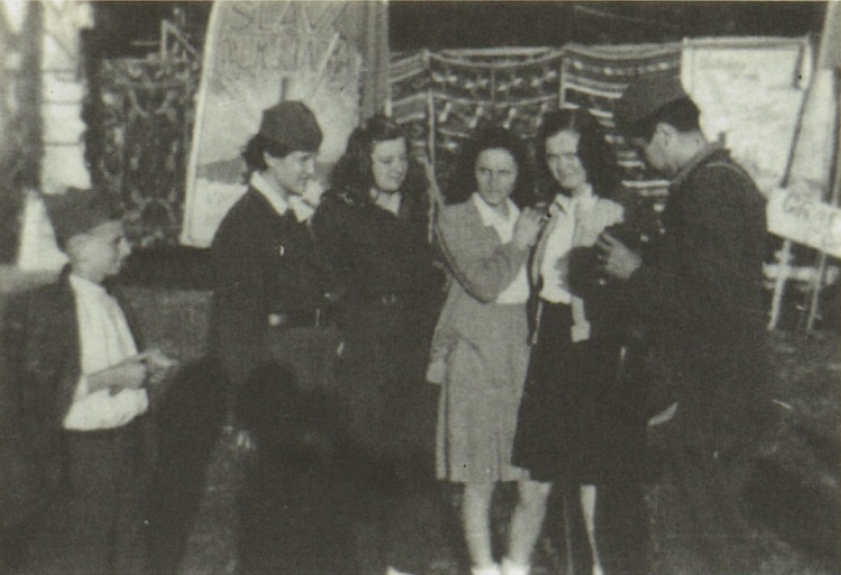
Františka Macků (vlevo v uniformě, mezi 1943 a 1945)

## Život

### Před druhou světovou válkou
Františka Macků se narodila 19. ledna 1925 Janovi a Františce Macků v Kaptolu v Království Srbů, Chorvatů a Slovinců. Otec žil na Moravě, měl tři děti a ovdověl. V roce 1912 se přestěhoval do Jugoslávie, kde se znovu oženil. S druhou manželkou měl dceru Františku a tři syny.
V rodné vsi vychodila českou obecnou školu, jejímž spoluzakladatelem byl její otec. Od patnácti let pracovala ve městě Požega. 

### Druhá světová válka
Po obsazení Jugoslávie nacistickým Německem v březnu 1941 se Františka Macků rozhodla vstoupit do partyzánské jednotky. Byla vycvičena a zařazena Podešského oddílu, kde bojovala do května 1943. Následně přešla k I. československému praporu Jan Žižka z Trocnova Národně osvobozenecké armády a Partyzánských oddílů Jugoslávie, kde působila jako zdravotnice. V říjnu 1943 absolvovala zdravotnický kurz. Účastnila se bojů v Podravině, o Đakovo, Sibinj a Gromačnik. V březnu 1945 padla do zajetí Ustašovců, kteří jí předali německým orgánům. V té době již byla těhotná, což přispělo k tomu, že se dožila konce války. S ohledem na těhotenství byla držena v domácím vězení, ze kterého s pomocí místního faráře utekla. Den poté, co obec opustili Němci se jí narodila dcera Františka.

### Po druhé světové válce
Bratři Antonín a Emil odešli s I. brigádou Jana Žižky z Trocnova, jejíž byli příslušníky, v roce 1945 do Československa. V roce 1946 je následovala Eliška Macků s dcerou, později v tomtéž roce i rodiče. Usadila se v Hostěradicích, v roce 1949 se vdala a narodil se jí ještě syn a dcera. 
V roce 2008, kdy ji navštívila delegace Krajského vojenského velitelství Brno, žila s rodinou svého syna v Hostěradicích.

## Vyznamenání
- 1945 Odznak Československého partyzána
- 1964 Řád rudé hvězdy
- 1968 Za bratrstvo a jedinstvo mezi národmi